# Ален Берсет
Ален Берсет ( француски изговор: ; Фрибург, 9. април 1972) швајцарски је политичар који је члан Савезног савета Швајцарске од 2012. Члан Социјалдемократске партије (СП/ПС), од ступања на дужност руководи Савезним одељењем унутрашњих послова . Берсет је председник Швајцарске Конфедерације за 2023.
Од 1. јануара 2018. до 31. децембра 2018. Берсет је био председник Швајцарске Конфедерације . Са 45 година био је најмлађи функционер од Марсела Пилет-Голаза 1934. Пре избора у Савезно веће 2011. године, био је члан Савета држава (из кантона Фрибур, 2003–2011), где је био председник Савета држава у мандату 2008–2009. Берсет говори француски, немачки, италијански, романш и енглески.

## Биографија

### Члан Савезног већа
Дана 14. децембра 2011. изабран је у Швајцарско савезно веће, седмочлану швајцарску савезну владу, са 126 гласова од 245. Био је један од два кандидата Социјалдемократске партије (поред Пјер-Ива Мејара ) званично предложених да наследи шефицу Савезног одељења за спољне послове, Мишел Калми-Реј, која је најавила оставку из Савезног већа. Берсет је постао шеф Федералног одељења унутрашњих послова док је његов бивши шеф Дидије Буркхалтер постао шеф Савезног одељења спољних послова.
Берсет је 1. јануара 2017. постао потпредседник Савезног већа под председницом Дорис Лојтард, коју је наследио 1. јануара 2018. Напустио је председничку функцију 31. децембра 2018. Наследио га је Уели Маурер.
Током пандемије ЦОВИД-19 у Швајцарској, као шеф Федералног одељења унутрашњих послова, био је једна од водећих личности у владином одговору на кризу. Након интервјуа за Берсет, Швајцер Радио унд Ферншен (СРФ) је написао: „било је тренутака током првог таласа када више није знао да ли је дан или ноћ, радни дан или викенд. Рекао је да никада раније није доживео ништа слично“.
1. јануара 2022, Берсет је поново постао потпредседник Савезног већа, под председником Ињациом Касисом ; 7. децембра 2022. изабран је за председника, наследивши Касиса 1. јануара 2023.